# 止瀉藥
止瀉藥是用來舒緩腹瀉的藥物，可以包括以下的種類：
- 電解液，雖然不是真正的止瀉藥，但在急性病例中用於補充流失的液體和鹽分。
- 膨脹劑，如甲基纖維素（英语：Methyl cellulose）、關華豆膠和植物纖維（包括麦麸、蘋婆、洋車前子（英语：Psyllium）等）。
- 吸收劑，吸收引起感染性腹瀉的有毒物質，甲基纖維素亦是一種吸收劑。
- 抗炎化合物，如次水杨酸铋。
- 抗膽鹼劑，減少腸道蠕動，有效對抗腹瀉和伴隨的痙攣。
- 鴉片類藥物，如嗎啡及可待因，激活後會引起便秘。